# Franz Bopp

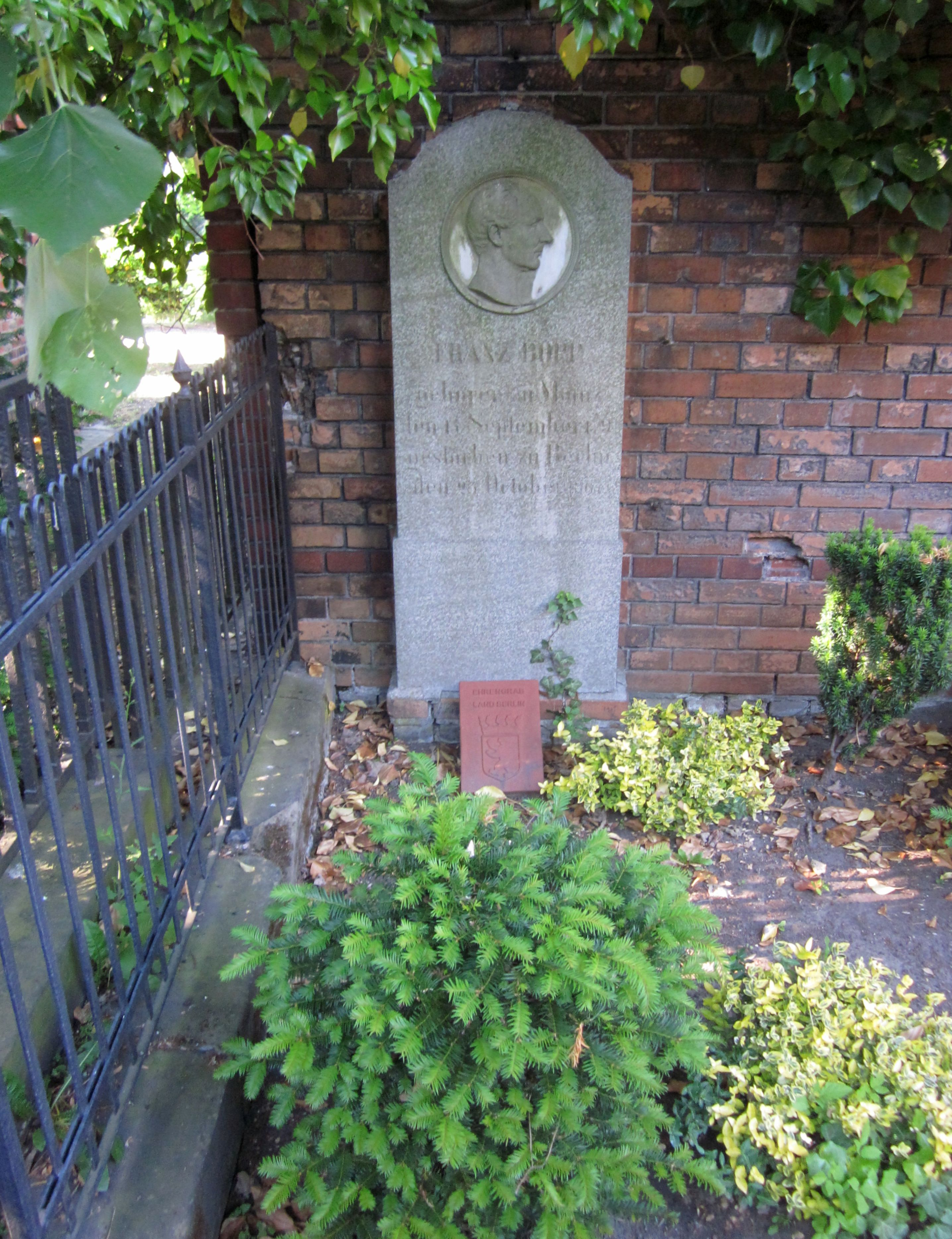
Sírja Berlinben

Franz Bopp (Mainz, 1791. szeptember 14. – Berlin, 1867. október 23.) német nyelvész, az indogermán összehasonlító nyelvtudomány egyik megalapítója.

## Élete
Keleti tanulmányainak befejezésére 1812-ben Párizsba ment. Itt Chézyvel, Silvestre de Sacy-val és Schlegellel érintkezett és nemsokára elkészítette úttörő munkáját: Über das Konjugationssystem der Sanskritsprache. I. Miksa bajor királytól további kiképezésére segélyt nyervén, Londonba ment; itt Wilhelm von Humboldt porosz követtel (akit szanszkrit nyelvre tanított) lépett közelebbi kapcsolatra. Kibővítette igeragozási rendszerét névragozási rendszerével és kiadta a Mahábhárata egyik epizódját, a «Nalas»-t latin fordítással. Alig hogy Bajorországba visszatért, Humboldt ajánlatára 1821-ben rendkívüli tanárrá nevezték ki a berlini egyetemre, 1822-ben az ottani tudományos akadémia tagja, 1825-ben pedig a keleti irodalom és egyetemes nyelvészet rendes tanára lett. Messze kiható és egyik nyelvkört a másik után elfoglaló buzgó tevékenysége eredményeit 1833-tól következő című főmunkájában foglalta össze: Vergleichende Grammatik des Sanskrit, Zend, Griechischen, Lateinischen, Litauischen, Gotischen und Deutschen (Berlin 1833-52, 6 kötet, 3. kiad. 1868-71, franciára és angolra is leford.). E mellett Ausführliches Lehrgebäude der Sanskritsprache címmel terjedelmes munkát írt; ehhez járultak még: a Grammatica critica linguae sanscritae (1829-32) és Kritische Grammatik der Sanskritsprache in kürzerer Fassung (uo. 1834, 4. kiad. 1868). Glossarium Sanscritum című művében (uo. 1830, 3. kiad 1866) összehasonlító nyelvtanát ügyesen kiegészítő glosszáriumot adott. További művei: Indralokâgama, Ardschuna' s Reise zu Indra's Himmel (uo. 1824 a Mahábhárata egy részlete); Die Sündflut nebst drei andern der wichtigsten Episoden des Mahâbhârata (uo. 1832). Összehasonlító nyelvtana folytatásául a következő műveket írta: Über die keltischen Sprachen (1839); Über die Verwandtschaft der malayisch-polynesischen Sprachen mit dem Indogermanischen (uo. 1841); Über die kaukasischen Glieder des indo-europäischen Sprachstammes (1847, az utóbbi két munka azonban hibás feltételezésen alapult); Über die Sprache der alten Preussen (1853); Vergleichendes Accentuationssystem (uo. 1854); Über das Albanesische in seinen verwandtschaftlichen Beziehungen (uo. 1855) stb. 1866-ban számos tanítványa és tisztelője ünnepet ült a Konjugationssystem 50. évfordulója emlékére, s ekkor a német fejedelmek és az egész világ nyelvészeinek adakozásaiból létrehozták a nyelvészeti célokra szolgáló Bopp-alapítványt.

## Munkássága
Über das Konjugationssystem der Sanskritsprache in Vergleichung mit jenem der griechischen, lateinischen, persischen und germanischen Sprache (A szanszkrit nyelv konjugációs rendszeréről a görög, latin, perzsa és proto-germán nyelv megfelelő rendszerével összehasonlítva) című könyvének 1816-os megjelenése fordulópont volt a nyelvészet történetében; ekkortól beszélünk történeti-összehasonlító nyelvészetről. Bopp a "Konjugationssystem…"-ben az indoeurópai nyelvek grammatikájának egy részterületén, az igeragozásban bizonyította e részrendszerek – s így az indoeurópai nyelvek – rokonságát. Később további nyelvekre terjesztette ki kutatásait, melynek eredménye 1833 és 1852 között megjelent hatalmas műve, a 'Vergleichende Grammatik des Sanskrit, Zend, Griechischen, Lateinischen, Litauischen, Gotischen und Deutschen' (A szanszkrit, zend, görög, latin, litván, gót és német összehasonlító nyelvtana). Bopp nézeteinek jelentős része, például a nyelvek történeti korszakolásáról vallott felfogása, mely szerint minden nyelv történetében a fejlődés korszakát a regresszió ideje követi, vagy a kaukázusi és polinéz nyelvek indoeurópai volta nem minősült időtállónak, de összehasonlító módszerével – valószínűleg szándéka ellenére – önálló tudomány alapjait vetette meg.